# 밸러리 솔라나스
밸러리 진 솔라나스(영어: Valerie Jean Solanas, 1936년 4월 9일 ~ 1988년 4월 25일)는 미국의 급진적 여성주의자이자 작가이다. 앤디 워홀 살인 미수사건의 범인으로 유명하다.
뉴저지에서 태어나 부모의 이혼 이후 어머니와 의붓아버지와 불안한 가족관계를 가지고 살았다. 그래서 조부모와 함께 살도록 보내졌으나 알코올 중독인 할아버지는 솔라나스를 학대했고 솔라나스는 가출해 노숙자가 되었다. 그녀는 1950년대에 자신이 레즈비언이라고 커밍아웃했고 메릴랜드 대학교에서 심리학 학사 학위를 받고 졸업했다. 캘리포니아주 버클리로 이사간 솔라나스는 그곳에서 대표작인 《SCUM 선언서》를 저술했다. 이 선언서에서 솔라나스는 여성들이 “정부를 전복하고 화폐체제를 제거하며, 완전한 자동화를 도입하고 남성이라는 성별을 말살”해야 한다고 주장했다.
솔라나스는 1960년대 중반에 뉴욕시로 이사가서 작가로 일했다. 그녀는 앤디 워홀을 만나서 자기가 쓴 극본 《엿이나 처먹어라》(Up Your Ass)를 사용해 달라고 요구했다. 그녀는 그에게 극본을 주었지만 워홀은 무관심했다. 이후 그녀는 워홀이 극본을 분실 또는 훔쳤다고 주장했다. 솔라나스가 잃어버린 극본에 대한 금전적 보상을 요구하자 워홀은 자기 영화 I, A Man에 단역배우로 출연시키고 25불을 지불했다.
1967년, 솔라나스는 《SCUM 선언서》를 자비 출판했다. 올림피아 출판사 사장 모리스 기로디어스가 솔라나스에게 다른 글도 출판할 것을 제안했는데, 솔라나스는 계약서 내용을 보고 기로디어스가 자기 글을 갖게 된다는 내용으로 이해했다. 기로디어스와 워홀이 자기 작품을 훔치려 한다는 확신에 빠진 솔라나스는 1968년 봄에 총 한 자루를 구입했다.
1968년 6월 3일, 솔라나스는 기로디어스를 찾았으나 주말 휴가를 가 있었기에 찾을 수 없었다. 그러자 그녀는 워홀의 작업소인 팩토리를 찾아가 그에게 총 세 발을 쏘았다. 첫번째와 두번째 총알은 빗나갔으나 마지막 총알이 워홀에게 치명상을 입혔다. 그리고 같은 자리에 있던 미술평론가 마리오 아마야를 쏘았고, 워홀의 매니저 프레드 휴즈를 영거리 사격으로 쏘았으나 탄피배출 불량으로 총이 걸렸다. 솔라나스는 경찰에 자수했고, 살인, 폭행, 불법 총기소유 혐의로 기소되었다. 그녀는 편집조현병 진단을 받았고, 징역 3년형을 선고받고 정신병원에서 치료를 받았다. 석방된 뒤에도 《SCUM 선언서》를 홍보하고 다니다가 1988년 샌프란시스코에서 폐렴으로 죽었다.

## 어린 시절
밸러리 솔라나스는 1936년 뉴저지주 벤트너시에서 루이스 솔라나스(Louis Solanas)와 도러시 마리 비온도(Dorothy Marie Biondo)의 딸로 태어났다. 아버지는 바텐더였고 어머니는 치과조무사였다. 여동생 주디스 알린 솔라나스 마르티네스(Judith Arlene Solanas Martinez)가 있었다. 친가 쪽 조부모는 에스파냐 이민자였고 어머니는 이탈리아계 미국인이었다.
솔라나스는 아버지에게 주기적으로 성폭행을 당했다고 증언했다. 부모는 솔라나스가 어렸을 때 이혼했고, 어머니는 곧바로 재혼했다. 솔라나스는 의붓아버지가 마음에 들지 않았고 어머니에게 반항을 시작했다. 어렸을 때 솔라나스는 10센트짜리 동전 한 닢을 받고 아이들이 서로 사용할 욕을 써 주는 일을 했다. 고등학교 때는 하급 여학생을 괴롭히는 남학생을 때려눕혔고, 수녀도 때렸다. 반항적인 행동이 계속되자 어머니는 그녀를 1949년 조부모에게 보내 버린다. 솔라나스는 할아버지가 폭력적인 알코올중독자로 자신을 자주 때렸다고 증언했다. 15살 때 그녀는 조부모 집에서 가출해 노숙자가 되었다. 1953년, 솔라나스는 유부남인 한 선원과의 사이에 아들을 낳았다. 아이의 이름은 데이비드였고(나중에 입양되어 데이비드 블랙웰이 되었다), 나중에 사람들이 아이를 데려가면서, 솔라나스는 그 아이를 다시는 보지 못했다.
이런 환경에서도 솔라나스는 고등학교를 졸업했고, 메릴랜드 대학교에서 심리학을 전공했다. 이때 프사이크시 학회에 있었다. 메릴랜드 대학교에 재학 중에 그녀는 청취자에게 어떻게 남자와 싸우는지 통화로 가르쳐주는 라디오 방송을 했다. 또한 그녀는 커밍아웃한 오픈리 레즈비언이었다. 1950년대의 보수적 분위기에 비하여 이례적인 일이었다.
그녀는 미네소타 대학교 심리학 대학원에 진학했고, 심리학과의 동물실험연구소에서 일했다. 그러다 중퇴하고 캘리포니아 대학교 버클리로 옮겨가서 강의 몇 개를 들으며 《SCUM 선언서》 작성을 시작했다.

## 팩토리
1960년대 중반 솔라나스는 뉴욕시로 이사갔고, 뉴욕에서 구걸과 매춘으로 끼니를 때우며 살았다. 1965년에는 작품을 두 개 저술했는데, 자전적 단편소설 〈여가수업에 참석하는 소녀를 위한 안내서〉("A Young Girl's Primer on How to Attain the Leisure Class")와 젊은 매춘부가 주인공인 극본 《엿이나 처먹어라》(Up Your Ass)였다. 제임스 마틴 하딩(James Martin Harding)에 따르면 이 극본은 “‘남성혐오적인 매춘부이자 걸인’인 주인공이 … 한 남자를 죽이면서 끝나는 플롯을 기초로 하고 있으며,” 이것은 “극문학 작품이라기보다 … 하나의 도발”이었다. 또한 “상당히 미숙하고 조악했다.” 단편소설은 남성잡지 《카발리어》 1966년 7월호에 실렸다. Up Your Ass는 끝내 출판되지 못한다. 하딩은 솔라나스를 “전위예술가(an avant-gardist)”라 칭했다.
1967년, 솔라나스는 앤디 워홀의 작업소 팩토리 바깥에서 워홀과 만났다. 그리고 그에게 자기 극본으로 작품을 만들어 달라고 요구했다. 워홀은 대본을 받아들고 솔라나스에게 “(타자기로) 잘 쳤다”면서 읽어보겠노라 약속했다. 팩토리에서 구전된 바로는, 외설을 이유로 영화가 자주 상영중지 당했던 워홀이 포르노그래피 연출이 너무 노골적인 솔라나스의 대본을 보고 경찰의 함정수사라고 생각했다 한다. 솔라나스는 워홀에게 대본에 관해 물었으나 워홀은 잃어버렸다고 대답했다. 또한 그는 그녀에게 팩토리 타자수 일을 제안했다. 모욕감을 느낀 솔라나스는 대본을 잃어버렸다면 돈으로 물어내라고 요구했다. 워홀은 그녀를 자기 영화 I, A Man에 단역 출연시키고 출연료로 25불을 지급했다.
I, A Man에서 솔라나스가 맡은 등장인물은 영화의 남자 주인공(톰 베이커가 연기)이 자활할 수 있도록 그의 곁을 떠난다. 그녀는 “자위나 하러 가야겠다(I gotta go beat my meat)”고 말하며 퇴장한다. 솔라나스는 워홀과 함께 작업하고 그의 영화에 출연한 사실에 만족했고, 모리스 기로디어스에게 영화를 보여주었다. 모리스는 그녀가 “워홀을 만나 진정하고 친밀감을 느낀” 것 같다고 묘사했다. 솔라나스는 워홀의 1967년 영화 Bikeboy에서도 대사 없는 단역을 맡았다.

### SCUM 선언서
1967년 솔라나스는 대표작 《SCUM 선언서》를 자비출판한다. "SCUM"이 “남성거세 결사단체(Society for Cutting Up Men)”의 머리글자라는 속설이 널리 퍼져 있으나 본문에 그런 머리글자는 나타나지 않는다. SCUM이 “남성거세 결사단체”라는 뜻이라고 말한 건 선언서의 첫 발행인이었던 모리스 기로디어스였고 기로디어스의 올림피아 출판사에서 출간한 선언서 초판 표지에도 이 문구가 적혀 있다. 수잔 웨어 및 여럿(et al.)은 솔라나스가 “그런 의도를 가졌던 것 같지는 않다”고 말한다. 그러나 1967년 자비출판 판본 표지에 보면 제목 아래에 “… SCUM(남성거세 결사단체) … 제공”이라는 글귀가 적혀 있다. 선언서는 다음과 같은 말로 시작한다.
| “ | 이 "사회"에서 "삶"을 산다는 것은 기껏해야, 철저한 타성일 뿐이며, "사회"의 어떠한 면도 여성과 관련되어 있지 않다. 시민의식을 가진, 책임감 있는, 자극을 원하는 여성들에게 남은 길은 정부를 전복하고, 화폐체제를 없애고, 완전 자동화를 도입하며, 남성이라는 성을 절멸시키는 것 뿐이다. "Life" in this "society" being, at best, an utter bore and no aspect of "society" being at all relevant to women, there remains to civic-minded, responsible, thrill-seeking females only to overthrow the government, eliminate the money system, institute complete automation and eliminate the male sex. | ” |
|   | — Valerie Solanas, SCUM Manifesto |   |

일부 저자들은 《선언서》가 가부장제에 대한 패러디와 풍자일 뿐이라고 주장한다. 하딩에 따르면 솔라나스는 스스로를 “사회적 선동가(social propagandist)”라고 칭했다. 그러나 솔라나스 본인은 이 작품이 “놀리는 것(a put on)”이 아니며, 자신의 의도는 “정말 진지하다(dead serious)”고 주장했다.
호텔 첼시에 살면서 솔라나스는 같은 호텔에 투숙하던 올림피아 출판사 창업주 모리스 기로디어스를 만났다. 1967년 8월, 기로디어스와 솔라나스는 솔라나스가 기로디어스에게 “다음 글과 다른 글들(next writing, and other writings)”을 주기로 한 비공식 계약서에 서명했다. 기로디어스는 글값으로 500불을 주었다. 그런데 솔라나스는 이것을 기로디어스가 자기 작품을 소유하게 된다는 것으로 이해했다. 솔라나스는 폴 모리세이에게 “내가 쓴 글은 전부 그의 것이 될 것이다. 그가 나에게 이런 짓을 시켰다 … 그가 나를 엿먹였다!”고 말했다. 솔라나스는 《SCUM 선언서》에 기반한 장편소설을 쓰려고 했는데, 워홀이 《엿이나 처먹어라》 대본을 자신에게 돌려주지 못한 것과 이번 일 사이에 음모가 있다고 믿기 시작했다. 그녀는 기로디어스와 워홀이 짜고 자기 작품을 훔치려한다고 의심했다.

### 워홀 저격 사건
1968년 초 솔라나스는 작가 폴 크래스너에게 와서 50불을 꾸어갔다. 크래스너는 2009년에 모리세이의 증언 일부를 부정하면서, 솔라나스가 먹을 것을 살 돈을 좀 달라 하였기에 빌려 주었다고 글을 빌어 말했다. 또한 크래스너는 어쩌면 그녀가 그 돈으로 며칠 뒤 벌인 워홀 저격 때 쓴 총을 산 것이 아닌가 추측하기도 했다. 프레디 베어(Freddie Baer)의 증언에 따르면 솔라나스는 크래스너에게 돈을 꾸러 가서 그에게 기로디어스를 쏴죽이고 싶다고 이야기했으며, 크래스너에게 빌린 60불로 32구경 반자동권총을 샀다. 그러나 크래스너는 1968년에 솔라나스가 워홀을 죽이려는 의도가 있었는지 전혀 몰랐다고 부정했다.
그런데 2009년, 마고 파이든(Margo Feiden)이 《뉴욕 타임스》의 제임스 배런과 한 면담에서 자기는 솔라나스가 워홀을 죽이려고 하는 것을 알고 있었지만 막을 수 없었다고 말했다. (《뉴욕 타임스》 편집장보는 온라인 코멘트로 《타임스》는 이 증언이 확정적이라는 입장을 취하지 않는다고 밝혔다)
《미국 문학의 금지된 성전》(The Outlaw Bible of American Literature)에 따르면 솔라나스가 1968년 6월 3일 오전 9시 정각에 기로디어스가 투숙 중인 호텔 첼시에 도착했다. 그는 데스크에서 기로디어스를 찾았으나 기로디어스는 주말 휴가를 가고 없었다. 솔라나스는 호텔에 세 시간 머무르다가 그로브 출판사로 가서 바니 로세트를 만나겠다고 했지만 로세트 역시 자리에 없었다.
저명한 솔라나스 연구자 브리앤 파스(Breanne Fahs)는 2014년 쓴 솔라나스 평전에서 솔라나스가 모리스 기로디어스를 찾아 첼시 호텔에 나타났다는 것에 대해 부정적인 의견을 표했다. 파스 교수는 기로디어스가 자기 회사에서 출판한 《SCUM 선언서》의 판매고를 올리기 위해 없던 일을 지어냈을 것이라면서, “보다 가능성이 높은 이야기는 …… 밸러리가 그날 이른 아침 웨스트 44번가 432번지의 배우 스튜디오에 있었을 것”이라고 한다. 배우 실비아 마일스의 증언에 따르면 그날 아침 솔라나스가 스튜디오에 나타나서 리 스트라스버그를 찾으며 자기 극본을 그에게 넘겨주라 부탁했다. 마일스는 그때 솔라나스가 “평소와 달라 보였고, 조금 흐트러져 있었는데, 외모에 전혀 신경을 쓰지 않는 사람 같았다”고 했다. 마일스는 솔라나스에게 스트라스버그는 오후나 되어야 올 거라고 말하고, 솔라나스에게 극본 한 부를 건네받은 뒤, “그녀가 문제가 있다는 것을 알았기에 문을 닫았다. 어떤 종류의 문제인지는 몰랐지만 문제가 있다는 것은 알 수 있었다.”
그리고 솔라나스는 브루클린의 크라운하이츠에 있는 프로듀서 마고 파이든(당시 이름 마고 에덴)의 집으로 갔다. 솔라나스는 파이든이 자기 극본을 써줄 것이라고 믿고 있었다. 파스에 따르면, 솔라나스는 파이든에게 거의 네 시간 동안 말을 떠벌리면서 그녀에게 자기 극본의 가치를 확신시키고 남자 없는 세상이라는 비전을 강론했다. 파이든은 네 시간 내내 솔라나스의 극본을 거부했다. 파이든에 따르면, 솔라나스는 이때 벌써 총을 꺼내들고 있었고, 파이든이 다시 한번 극본 공연을 거부하자 이렇게 말했다. “아니, 당신은 내 극본을 공연할 거야 왜냐하면 난 앤디 워홀을 쏴죽일 거고 그러면 내가 유명해져서 극본도 유명해질 거니까 그때 가서 극본을 공연하겠지.” 파이든의 집을 떠나면서 솔라나스는 파이든에게 극본 한 부와 기타 다른 글들을 떠맡기고 갔다.
파이든은 자기 동네 경찰, 워홀 동네의 경찰, 로어맨해튼 경찰본부, 존 V. 린제이 시장, 넬슨 록펠러 주지사 등에게 미친듯이 연락을 걸어서 방금 무슨 일이 있었는지를 설명하고 솔라나스가 앤디 워홀을 쏘러 가는 길이라고 알렸다. 그러나 경찰은 “누가 앤디 워홀을 죽이려고 한다고 당신이 생각한다는 이유만으로 그 사람을 체포할 수는 없습니다”라거나, “여사님, 진짜 총이 어떻게 생겼는지 알기는 하십니까?” 따위의 반응을 보였다. 또 파스는 지방검사보 로더릭 랭클러(Roderick Lankler)의 1968년 6월 4일자 육필 메모에 마고 파이든의 예명인 ‘마고 에덴’, 그녀의 집 주소, 전화번호가 종이 맨 첫 줄에 적혀 있었음을 인용한다.
잠시 뒤, 솔라나스는 팩토리에 도착했고 바깥에서 기다렸다. 모리세이가 도착해서 거기서 뭐 하냐고 물었고, 솔라나스는 “돈 좀 꾸려고 앤디를 기다린다”고 대답했다. 모리세이는 그녀에게 워홀은 오늘 안 온다고 둘러대서 쫓아보내려 했으나 솔라나스는 그에게 올 때까지 기다리겠다고 했다. 오후 2시 정각이 되자 솔라나스는 건물 안으로 들어갔다. 모리세이는 워홀은 안 온 다고 다시 말하고 나가라고 했다. 솔라나스는 스튜디오에서 나갔지만, 건물 밖으로는 나가지 않고 승강기에 타서 위로 올라갔다 내려갔다 반복하며 워홀을 기다렸다. 그리고 마침내 워홀이 승강기에 올랐다.
솔라나스는 워홀과 함께 팩토리에 들어갔다. 워홀은 솔라나스가 화장을 한 것을 보고 그녀의 외모를 칭찬했다. 모리세이는 다시 한번 솔라나스에게 나가라면서, 그렇지 않으면 “때려눕혀(beat the hell)” 내던져 버리겠다고 위협했다. 그 순간 전화가 울렸고, 워홀이 전화를 받았으며, 모리세이는 화장실에 갔다. 워홀이 전화를 받는 사이 솔라나스는 워홀에게 세 번 총을 쏘았다. 두 발은 빗나갔지만 마지막 한 발이 허파, 지라, 위, 간, 식도를 관통하는 치명상을 입혔다. 그리고 솔라나스는 미술평론가 마리오 아마야를 쏘아 그 엉덩이를 맞추었고, 그 다음 워홀의 매니저 프레드 휴즈를 쏘려고 했으나 급탄불량으로 총이 걸렸다. 휴즈는 솔라나스에게 썩 꺼지라고 했고, 솔라나스는 자기 주소를 적은 종이봉투를 탁자 위에 올려놓고 그 말에 따랐다. 워홀은 콜럼버스-마더 카브리니 병원으로 실려가서 5시간의 대수술 끝에 목숨을 건졌다.
솔라나스는 바로 그 날 경찰에 출두해서 총을 넘기고 자수했다. 그녀는 경찰관에게 워홀이 “내 삶에 너무 큰 영향을 미친다”고 진술했다. 솔라나스는 지문이 찍혔고, 흉악폭행 및 치명적 무기 소지 혐의로 기소되었다. 다음날 아침, 뉴욕 시 타블로이드지 《데일리 뉴스》는 1면 호외로 “여배우 앤디 워홀을 쏘다”라는 제목을 뽑았다. 솔라나스는 자기가 배우였다는 사실을 기사에서 내려 주기를 요구했다. 《데일리 뉴스》는 나중 부수에서 헤드라인을 바꾸고 “나는 배우가 아니고 작가다”라는 솔라나스의 말을 추가했다. 맨해튼 형사재판소에 끌려나온 솔라나스는 워홀이 자신의 극본을 공연해주지 않는다고 앙심을 품어 그를 쏜 것이냐는 혐의를 부인하며, 오히려 정반대의 이유였다고 주장했다. 솔라나스는 워홀이 자기 작품들의 법적 권리를 가지고 있었다고 주장했다. 솔라나스는 재판장에게 “저는 아무때나 사람을 쏘지 않았습니다. 아무 이유 없이 쏘지도 않았습니다. 워홀은 저를 구속하고, 자물쇠를 채우고, 차꼬를 씌어서, 통 속에 처박았습니다. 그는 저를 망치게 만들 무언가를 제게 하려고 획책하고 있었습니다”라고 말했다. 그녀는 재판장에게 자신은 자기자신을 대변하고 싶었으며, “내가 한 일은 옳았고! 나는 한 점 후회도 없다!”고 선언했다. 재판장은 솔라나스의 연설을 재판 기록에서 모두 빼라고 명령하고, 그녀를 벨뷰 병원으로 보내서 정신감정을 받도록 했다.

### 재판
대충 요식적인 검사를 거친 뒤 솔라나스는 정신적으로 불안정하다는 판정을 받고 엘름허스트 병원 감금병동으로 보내졌다. 솔라나스는 1968년 6월 13일 뉴욕주 최고재판소에 출두하였다. 플로린스 케네디가 솔라나스를 대변하였고, 그녀가 엘름허스트에서 부당한 대우를 받았다고 주장하며 인신보호영장을 요구했다. 재판장은 요구를 기각했고 솔라나스는 엘름허스트 정신병동으로 돌려보내졌다. 6월 28일, 솔라나스는 살인미수, 폭행, 불법총기소지 혐의로 기소되었다. 8월 그녀는 금치산자 판정을 받고 맨해튼 주립 범죄정신병원에 수감되었다. 같은 달 올림피아 출판사는 기로디어스와 크라스너의 해설이 첨부된 《SCUM 선언서》를 출판했다.
해가 바뀌어 1969년 1월, 솔라나스는 정신감정을 받고 만성적 편집조현병 진단을 받았다. 6월, 마침내 공판을 받게 된 솔라나스는 변호사도 마다하고 자가변호를 했으며, “해칠 의도를 가진 난폭한 폭행 행위”에 대하여 유죄가 인정되었다. 징역 3년형이 선고되었고, 1년 복역 뒤 출소하였다.

## 암살미수 이후
워홀을 총으로 쏜 덕분에 솔라나스는 단번에 대중의 각광을 받게 되었고, 언론매체에 나서 각종 발언과 의견을 폭풍처럼 쏟아냈다. 로버트 마머스틴(Robert Marmorstein)은 《빌리지 보이스》에서 솔라나스가 “지구상에서 최후의 남성 한 명까지 모조리 제거하겠다고 공언한 목적을 위해 여생을 바치기로 했다”고 단언했다. 노먼 메일러는 솔라나스를 “여성주의의 로베스피에르”라고 했다.
전미여성기구(NOW) 뉴욕 지부장 티그레이스 앳킨슨은 솔라나스를 “여성인권의 최초의 걸출한 챔피언”이며, “여성주의 운동의 ‘영웅(heroine)’”이라고 불렀고, 또한 자기 주장에 따르면 솔라나스가 갇힌 정신병원에서 그녀의 선언서를 빼돌렸다. 베티 프리댄에 따르면 NOW 이사회는 앳킨슨을 제명했고, NOW를 떠난 앳킨슨은 새로운 여성주의 조직을 만들었다. 프리댄에 따르면, “언론은 티그레이스가 이미 거부당한 사람임에도 불구하고 계속 그녀를 여성운동의 지도자처럼 묘사"했다.
또다른 NOW 구성원 플로린스 케네디는 솔라나스를 “여성주의 운동의 가장 중요한 대변자(spokeswomen)”라고 불렀다. 케네디 역시 NOW의 노선변화에 불만을 품고 1970년 NOW를 떠난 뒤, 1971년 새로운 조직을 만들었다.
잉글랜드 교수 다나 헬러(Dana Heller)는 솔라나스가 여성주의 조직 및 운동에 대해 충분히 알고 있었으나, 그것들을 ‘시민불복종 말잔치(a civil disobedience luncheon club)’라고 불렀으며 거기에 동참하는 데 전혀 관심이 없었다고 주장한다. 또한 헬러는 솔라나스가 “여성적 공손함과 예의범절(《SCUM 선언서》에서 여성의 열등한 사회지위의 원인으로 지목하고 있는)을 고수하는 눈먼 주류 자유주의적 여성주의를 거부했다”고 말한다.

### 솔라나스와 워홀
솔라나스는 1971년 뉴욕 주립 여성교도소에서 석방되었다. 그 뒤로도 워홀을 비롯한 여러 사람을 전화로 스토킹하다가 1971년 11월 다시 체포되었다. 솔라나스는 보호감호시설을 전전하다가 점점 사람들의 망각 속으로 묻혀갔다.
총격 사건은 워홀과 그의 작업물에 심오한 영향을 미쳤고, 그 뒤 팩토리 보안은 매우 철저해졌다. 워홀은 죽을 때까지 솔라나스가 자신을 다시 공격할 지 모른다는 공포에 떨다 죽었다. 워홀의 가까운 동료 빌리 네임은 이런 워홀의 모습이 “내가 사랑하고 함께 놀던 앤디가 아닌 골판지로 만든(Cardboard) 앤디였다”면서, “너무 예민해져서 머리 위에 손이라도 올리면 펄쩍 뛸 정도였다. 나는 그를 더 이상 사랑할 수 없었다. 그를 건드리는 것이 그에게 상처를 입히기 때문이었다”라고 말했다.

## 말년

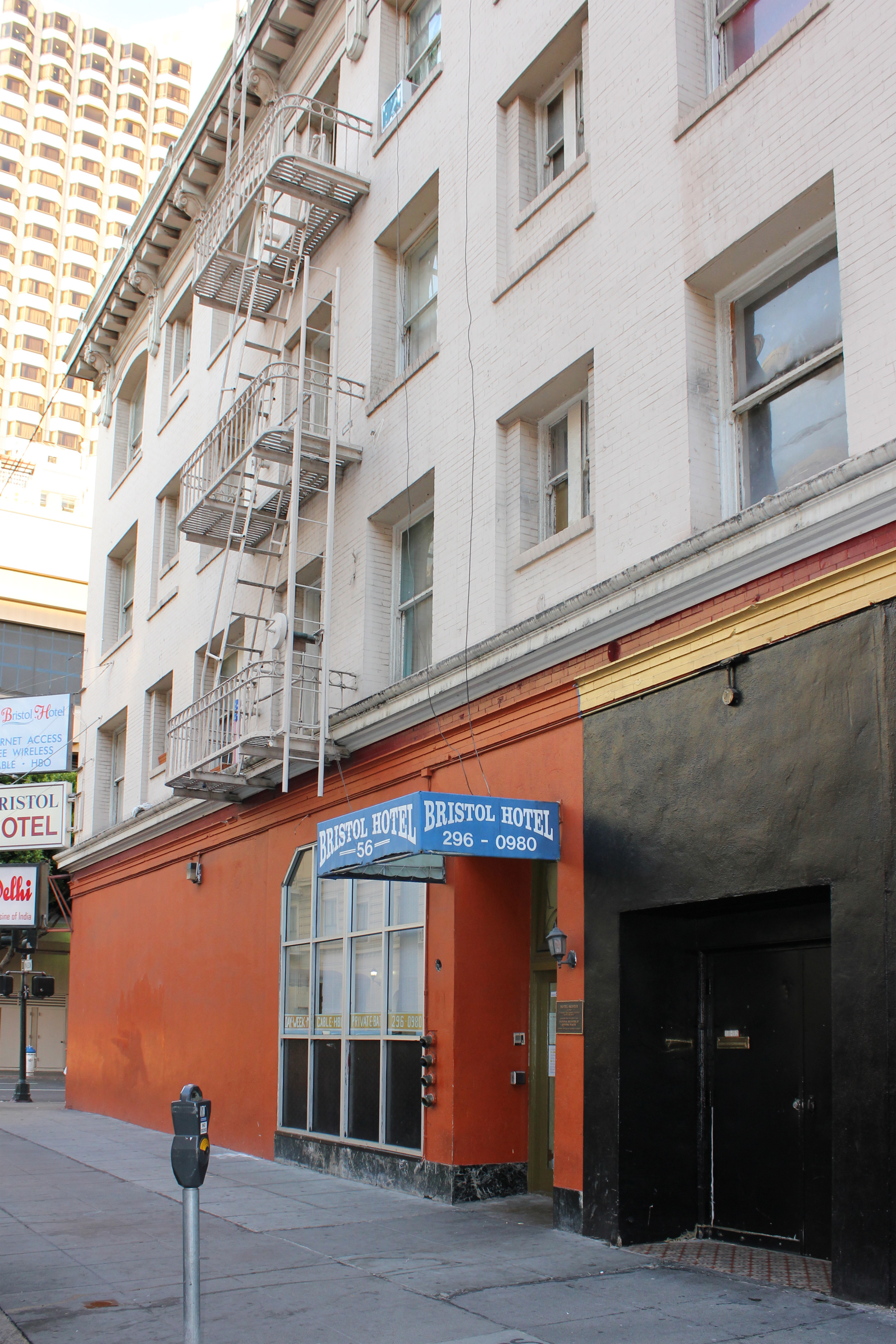
샌프란시스코의 브리스틀 호텔. 솔라나스는 1988년 이곳에서 폐렴으로 죽었다.

솔라나스는 자서전을 쓸 생각도 했었던 것으로 보인다. 1977년 《빌리지 보이스》와의 인터뷰에서, 솔라나스는 자기 이름을 제목으로 붙인 책을 쓸 거라고 선언했다. 이 책은 어쩌면 패러디 책이며 자기가 수감되게 된 것을 음모론적으로 다루는 것일 수 있다고 생각되었다. 그런데 나중에 1977년 《빌리지 보이스》 면담 내용을 바로잡으면서 솔라나스는 책이 일부분 자전적일 수 있으나 자서전은 아닐 것이며 많은 것을 다룰 것이라고 말했다. 다룰 내용으로는 선언서의 성명들을 증명하는 것과, “개헛소리들에 대한 매우 철저한 대처(deal very intensively with the subject of bullshit)” 등이 있다 했는데, 패러디에 관해서는 아무 말도 하지 않았다.
헬러에 따르면, 1970년대 중반 솔라나스는 “분명한 노숙자”였으며, “자신의 정치적 신념과 《SCUM 선언서》를 변호하는 생활을 계속했다.”고 한다. 또한 《선언서》의 개정판을 활발히 홍보하고 다녔다.
그 증언이 다소 불확실하지만, 울트라 바이올렛이 솔라나스를 면담한 적이 있다고 한다. 당시 솔라나스는 온즈 로(Onz Loh)라고 알려져 있었다. 솔라나스는 1967년 10월에 자비인쇄한 판본과 비교하여 1968년 8월판 선언서에 많은 오류가 있으며, 자비인쇄본은 많이 팔리지 못했다고 말했다. 그리고 바이올렛이 이야기해주기 전까지는 앤디 워홀이 죽은 줄도 모르고 있었다 한다.

### 사망

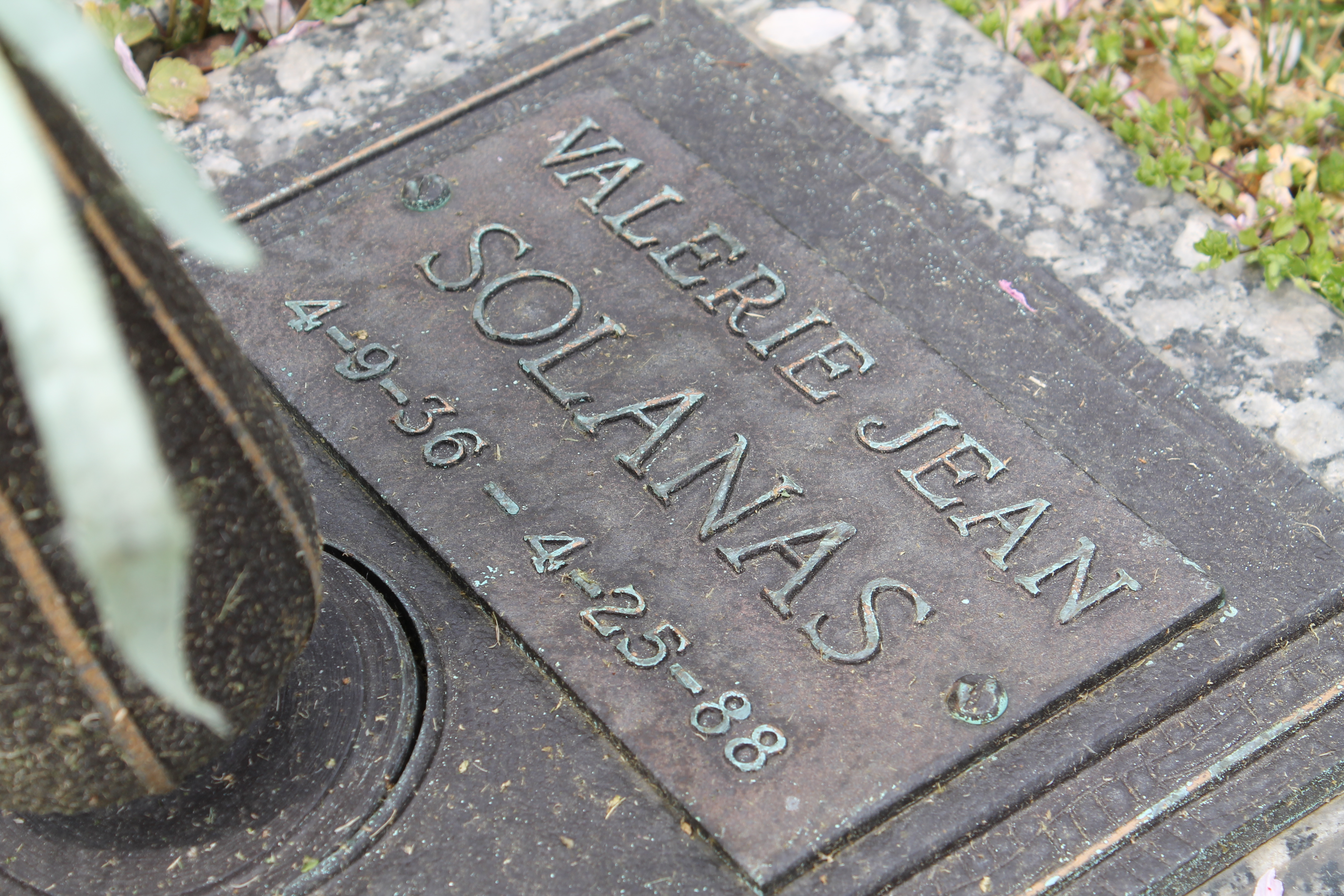
버지니아주 페어팩스군의 성모천주교회 묘지의 밸러리 솔라나스의 무덤

1988년 4월 25일, 솔라나스는 샌프란시스코 텐덜로인의 브리스틀 호텔에서 폐렴으로 죽었다. 향년 52세. 솔라나스가 죽던 밤 여관 지배인은 비번 중이었고, 솔라나스에 대해 매우 애매한 기억만 남아 있었다. 그는 한 번 솔라나스의 방으로 올라가 봤었고, 그녀가 책상 앞에 앉아 타자를 치는 것을 보았다. 그 옆에는 타자기로 친 종이뭉치가 쌓여 있었다. 마지막으로 목격된 그때 솔라나스가 무엇을 쓰고 있었으며 또 그 원고들이 어디로 갔는지는 미스터리로 남아 있다. 솔라나스의 모친은 장례가 끝나고 딸의 소지품을 모두 불태웠다.

## 사후

### 대중문화
1996년, 릴리 테일러가 솔라나스를 연기한 영화 《나는 앤디 워홀을 쏘았다》가 개봉했다. 테일러는 선댄스 영화제에서 그 연기력을 극찬받았다. 영화 개봉 6년 전에 벨벳 언더그라운드의 루 리드와 존 케일은 워홀에 관한 컨셉 음반 Songs for Drella(1990년)를 발매했었고, 이 중에 솔라나스에 관한 노래인 "I Believe"도 수록되어 있었다. 영화 감독 메리 해런은 벨벳 언더그라운드의 노래를 사용하게 해달라고 했으나 영화가 솔라나스를 미화하고 있다고 생각한 리드는 거부했다. 리드는 워홀이 총격 이후 20년 뒤에 담낭 감염으로 죽은 것이 솔라나스 때문이라고 믿었다.
솔라나스의 삶을 다룬 연극이 세 개 있다. 하나는 2001년에 카슨 크레이처가 쓴 《밸러리 앤디를 쏘다》(Valerie Shoots Andy)로, 배우 두 명이 젊은 솔라나스와 늙은 솔라나스를 각각 연기했다. 2003년 카렌 호우퍼트가 쓴 《아홉 생명의 비극》(Tragedy in Nine Lives)는 솔라나스와 워홀의 만남을 그리스 비극풍으로 해석하고 있으며, 줄리아나 프랜시스가 솔라나스 역을 맡았다. 2011년에는 매기케이스 콜먼과 애나 K. 제이컵스가 쓴 뮤지컬 《팝!》(Pop!)이 있다. 이 작품은 솔라나스보다는 워홀에 집중한 작품으로서, 레이첼 잠펠리가 연기한 솔라나스는 "Big Gun"이라는 자기 넘버가 있다. 《워싱턴 포스트》는 이 곡을 “공연의 가장 강력한 넘버(evening's strongest number)”라고 했다.
1999년 《엿이나 처먹어라》(Up Your Ass)가 재발굴되었고, 2000년 조지 코츠가 샌프란시스코에서 연극 제작에 착수했다. 코츠는 극본을 뮤지컬용으로 바꾸고 모든 배역을 여성으로 설정했다. 코츠는 앤디 워홀 박물관에서 열린 총격 30주년 전시회에서 《엿이나 처먹어라》에 관해 알게 되었다. 워홀이 솔라나스에게 받아갔다가 잃어버렸다던 극본은 빌리 네임의 짐짝 속에 파묻힌 채로 발견되었다. 코츠는 솔라나스의 누이 주디스와 상의하여 솔라나스를 단순한 워홀 암살 미수범이 아닌 “매우 재미있는 풍자가”로 해석했다.
스웨덴 작가 사라 스트리드베리는 솔라나스에 관한 준소설 《꿈의 부서》(Drömfakulteten)를 발표했다. 이 책에서 서술자는 브리스틀 호텔에서 죽음을 앞둔 솔라나스를 방문한다. 이 책으로 스트리드베리는 북유럽 평의회 문학상을 수상했다.
작곡가 폴린 올리베로스는 1970년 "To Valerie Solanas and Marilyn Monroe in Recognition of Their Desperation"을 발표했는데, 올리베로스는 밸러리 솔라나스와 마릴린 먼로를 불평등의 허방에 갇혀 절망한 여성으로 동일시했다. 벨기에에는 The Valerie Solanas라는 음악 그룹이 있다.

### 영향과 분석
컬트 인물로서 솔라나스의 인기 요인은 《SCUM 선언서》 및 앤디 워홀 암살미수로 정리된다. 하딩은 체포된 뒤 워홀에게서의 독립을 선언함으로써 그녀가 “부르주아 극장에 대한 역사적인 전위적 거부행위들과 자신을 동렬로 만들었”으며, 그녀의 가부장제에 대한 “전투적 적개심은 …… 그 전위를 급진적인 새 방향으로 밀어넣었다”고 해석한다. 하딩은 솔라나스의 워홀 암살 시도가 하나의 연극적 퍼포먼스라고 믿는다. 총격 당시 그녀는 팩토리 탁자 위에 총을 넣어 왔던 종이봉투, 자기 주소, 생리대를 두고 나왔다. 하딩은 생리대를 두고 나온 것이 퍼포먼스의 일부이며, “공공적 금기이며 전위예술 안에서도 쉬쉬하던 기초적 여성경험에 대한 주목”이라 한다.
여성주의 철학자 아비탈 로넬은 솔라나스를 로레나 보비, 메두사, 유나바머, 메데이아 등과 동렬에 비교했다. 로넬은 솔라나스가 워홀이 선호하던 초여성적(hyper-feminine) 여성들이 팩토리를 채우고 있음에 위협을 받았고, 자신의 부치 정체성이 거부당함으로 인해 고독을 느꼈다고 믿는다. 로넬은 솔라나스가 게릴라 걸스나 레즈비언 어벤저스보다 먼저 시대를 앞선 자였다고 생각한다.
급진적 여성주의의 발생에 솔라나스가 영향을 미쳤다는 의견도 있다. 캐서린 로드는 “여성주의 운동은 밸러리 솔라나스 없이는 존재할 수 없었다”고 썼다. 로드는 《SCUM 선언서》의 재발행과 “여성해방 정치꾼들”이 솔라나스를 모른 체 한 것이 급진적 여성주의 출판의 홍수를 불러왔다고 믿는다. 비비안 고르닉에 따르면, 여성해방운동가들은 처음에는 대부분 솔라나스와 거리를 두었지만 1년여 뒤에는 마음을 바꾸었고, 급진적 여성주의의 제1조류가 형성되었다고 한다. 또한 하딩과 빅토르 보크리스에 따르면 대단히 비정치적 인물이던 워홀은 정치적 순교자가 되었는데, 그가 총격을 당한 동기가 정치적이었기 때문이다.
그러나 브렌 파스는 솔라나스가 여성주의 운동과 소원했던 모순을 지적한다. 솔라나스는 “운동”에 동참하고자 했던 적이 한 번도 없으며, 오히려 자신에게 동의하지 않는 NOW 사람들을 조롱하면서 운동을 분열시키려고 했다. 그녀의 생활에도 많은 모순이 존재하며(그녀는 레즈비언이면서 남성에게 매춘을 했고, 나중에는 혼동 끝에 스스로 무성애자라고 주장했다), 퀴어 문화를 거부했고, 남들에게 의존하는 삶을 살면서 남들에게 관심이 없었다. 또한 파스는 솔라나스의 삶에 관한 여러 이야기들의 모순도 지적한다. 흔히 솔라나스는 피해자, 반란자, 절망한 고독자로 묘사된다. 그러나 솔라나스의 사촌은 그녀가 20대 말에서 30대까지는 웨이트리스로 일했고 매춘은 하지 않았다 하며, 친구 제프리 라기어는 그녀가 “멋진 유년기”를 보냈다고 말한다. 또 솔라나스는 생애 내내 아버지와 연락을 유지했으며, 이는 솔라나스가 아버지를 성폭행범이라고 지목하고 비난했고 선언서에서 증오를 표출했던 것에 대해 복잡한 의문을 불러일으킨다. 파스는 솔라나스가 이러한 모순들 자체를 자신의 정체성 일부로 포용했다고 생각한다.

## 저서
- Up Your Ass (1965년)[note 4]
- "A Young Girl's Primer on How to Attain the Leisure Class", Cavalier (1966년)
- SCUM Manifesto (1967년)

## 참고 자료
- Baer, Freddie, compiler, About Valerie Solanas, in Solanas, Valerie, SCUM Manifesto (Edinburgh, Scotland: AK Press, 2d printing 1997, © 1996 ([ISBN?] 1 873176 44 9))
- Baer, Freddie (2004). 〈Solanas, Valerie, SCUM Manifesto (subchap. of Fists in the Air)〉.   Kaufman, Alan; Ortenberg, Neil; Rosset, Barney. 《The Outlaw Bible of American Literature》. N.Y.: Thunder's Mouth Press (imprint of Avalon). ISBN 1-56025-550-1.
- Fahs, Breanne (2014). 《Valerie Solanas: The Defiant Life of the Woman Who Wrote SCUM (and Shot Andy Warhol)》. 뉴욕 City: The Feminist Press. ISBN 1558618481.
- Harron, Mary, & Daniel Minahan, I Shot Andy Warhol (N.Y.: Grove Press, 1st ed. 1995 (introduction May, 1996) (ISBN 0-8021-3491-2)) (Introduction: On Valerie Solanas (N.Y.: May, 1996))
- Heller, Dana (2008). 〈Shooting Solanas: Radical Feminist History and the Technology of Failure〉.   Hesford, Victoria; Diedrich, Lisa. 《Feminist Time against Nation Time: Gender, Politics, and the Nation-State in an Age of Permanent War》. Lanham, MD: Lexington Books. ISBN 978-0-7391-1123-9. See also pp. 15–16 & nn. 49–50.
- Jansen, Sharon L., Reading Women's Worlds from Christine de Pizan to Doris Lessing: A Guide to Six Centuries of Women Writers Imagining Rooms of Their Own (N.Y.: Palgrave Macmillan, 1st ed. April, 2011 (ISBN 978-0-230-11066-3)) (author a teacher)
- Jobey, Liz, Solanas and Son, in The Guardian (London, England), August 24, 1996 (newspaper)
- Marmorstein, Robert, A Winter Memory Of Valerie Solanis  [sic]: Scum Goddess, in The Village Voice (New York, N.Y.), vol. XIII, no. 35, June 13, 1968 (unclear which is title and which subtitle, the longer & lower repeated on both continuation pp. & the shorter & higher not) (title in table of contents The Woman Who Shot Andy Warhol—A Winter Memory of Valerie Solanis (sic), per p. 2 (In the Voice This Week))
- Valerie Solanas Replies, in Smith, Howard, & Brian Van der Horst, Scenes, in The Village Voice (New York, N.Y.), vol. XXII, no. 31, August 1, 1977
- Violet, Ultra, Famous For 15 Minutes: My Years With Andy Warhol (N.Y.: Avon Books, 1st Avon Books Trade Printing April 1990, © 1988 (ISBN 0-380-70843-4))